# Lam Kim Ngoc
Lam Kim Ngoc (Belluno, 7 giugno 1970) è un'ex hockeista su ghiaccio italiana di origini vietnamite.

## Carriera

### Club
A livello di club ha militato nel campionato italiano con le maglie dell'HC Belluno e dell'HC Agordo Hockey, formazione con cui partecipò anche al campionato sovranazionale della EWHL.
Ha dovuto terminare la carriera a causa di un infortunio ai legamenti del ginocchio patito l'8 dicembre 2006 durante una gara della EWHL.

### Nazionale
Ha ottenuto la cittadinanza italiana nel corso della stagione 1995-1996, ed ha poi giocato 16 partite con la maglia della nazionale tra il 1997 e il 2003, compresi i mondiali del 2001 e del 2003.

## Palmarès

### Club
- Campionato italiano femminile: 2

Agordo: 2002-2003, 2006-2007

### Individuale
- Miglior media gol subiti (Best GAA) in EWHL: 1

2004-2005